# Nicolas Corato
Nicolas Corato (Francia, 7 de octubre de 1997) es un jugador profesional francés de rugby que se desempeña en la posición de pilar derecho en Section Paloise, equipo perteneciente a la liga Top 14.

## Carrera
Corato es un jugador de formación francesa (JIFF). Comenzó su carrera deportiva con el equipo Football-Club Auch, en el cual jugó tres temporadas (2014-2017), después pasó a Section Paloise, donde lleva jugando siete temporadas.